# Zara'a, Hama
Zara'a (tiếng Ả Rập: الزارة cũng đánh vần Zara hoặc Zarah) là một ngôi làng Syria nằm trong Tiểu khu Hirbnafsah ở quận Hama. Nó nằm dọc theo bờ sông Orontes. Theo Cục Thống kê Trung ương Syria (CBS), Zara'a có dân số 929 trong cuộc điều tra dân số năm 2004. Ngôi làng chủ yếu là nơi sinh sống của Alawites. Mặt trận Al-Nusra nắm quyền kiểm soát ngôi làng vào ngày 12 tháng 5 năm 2016. Có báo cáo rằng các gia đình Alawite đã bỏ trốn hoặc bị giết.